# Aalsterse stadsbus
Het Aalsterse stadsbusnet wordt geëxploiteerd door de De Lijn, vervoerregio "Aalst". Het stadsbusnet kent anno 2024 twee stadslijnen. Het belangrijkste knooppunt van het stadsnet is Station Aalst.

## Wagenpark
Het Aalsterse stadsnet wordt gedeeltelijk door stelplaats Hofstade van De Lijn gereden. Alle bussen van deze stelplaats kunnen op het stadsnet ingezet worden. Sinds 2024 wordt het stadsnet deels verpacht aan o.a. Coach Partners, De Hauwere en Rebex. De volgende bussen doen anno 2024 dienst op het stadsnet.

### Wagenpark De Lijn
| Serie       | Aantal | Fabrikant | Type    | Opmerking                                                               |
| ----------- | ------ | --------- | ------- | ----------------------------------------------------------------------- |
| 5299 - 5306 | 8      | Van Hool  | newA309 | Rijdt elke werkdag op stads en streeklijnen; Rijdt niet in het weekend. |

### Wagenpark Coach Partners
| Serie           | Aantal | Fabrikant     | Type     | Opmerking |
| --------------- | ------ | ------------- | -------- | --------- |
| 104026 - 104027 | 2      | Mercedes-Benz | Citaro K |           |

### Wagenpark Rebex
| Serie  | Aantal | Fabrikant | Type     | Opmerking |
| ------ | ------ | --------- | -------- | --------- |
| 131011 | 1      | Iveco Bus | Crossway |           |

## Lijnenoverzicht
Anno 2024 zijn er twee stadslijnen. Hieronder een tabel met de huidige stadslijnen die overdag rijden.
| Lijn | Traject                                     | Frequentie | Voornaamste haltes | Opmerkingen                                         |
| ---- | ------------------------------------------- | ---------- | --- | --------------------------------------------------- |
| 1    | Oude Abdijstraat - ASZ                      | 10' - 30'  | Oude Abdijstraat, Fonteinstraat, Binnenstraat, O. Dendermondsestwg, Stadion, Tulpstraat, Station, Meuleschettekapel, V.T.I., Biekorfstraat, Van Der Guchtlaan, Stedelijk Ziekenhuis                     |                                                     |
| 2    | Station - Erembodegem - Nieuwerkerken - ASZ | 60’        | Station Aalst, Een Meistraat, Onze-Lieve-Vrouw Ziekenhuis, Beukendreef, Zandberg, Hof Zomergem, Station Erembodegem, IJzerenwegstraat, Churchillsteenweg, Dries, Dorp, Kerk, Maal, Stedelijk Ziekenhuis | Verpacht aan Coach Partners. Geen ritten op zondag. |